# Stara Wieś (powiat inowrocławski)
Stara Wieś – wieś w Polsce położona w województwie kujawsko-pomorskim, w powiecie inowrocławskim, w gminie Rojewo. Miejscowość wchodzi w skład sołectwa Liszkowice.

## Podział administracyjny
W latach 1975–1998 miejscowość położona była w województwie bydgoskim.

## Demografia
Według Narodowego Spisu Powszechnego (III 2011 r.) wieś liczyła 127 mieszkańców. Jest szesnastą co do wielkości miejscowością gminy Rojewo.